# Gösenroth
Gösenroth est une municipalité allemande située dans le land de Rhénanie-Palatinat et l'arrondissement de Birkenfeld.